# Club Luján
El Club Luján Asociación Civil es una institución deportiva ubicada en la localidad de Luján, Provincia de Buenos Aires. Fue fundado el 1.º de abril de 1936 como Club Atlético River Plate, sin embargo y por disposición de la Dirección Provincial de Personas Jurídicas, debió cambiar su denominación a la actual. Como vestigio y referencia al Club Atlético River Plate original, mantuvo la temática de la banda roja diagonal sobre un campo blanco, aunque de manera invertida. 
Es uno de los clubes más representativos de la ciudad de Luján. Tiene su predio deportivo, su estadio  y su sede a la vera de la Ruta Nacional N.º 5, en la intersección de las calles Pechito Colorado y La Perdiz de la ciudad de Luján, provincia de Buenos Aires. Actualmente milita en la Primera C, cuarta categoría futbolística para equipos directamente afiliados a la AFA.
Perteneció a la Liga Lujanense de Fútbol, conquistando 6 campeonatos liguistas y jugando los torneos de ascenso para equipos indirectamente afiliados a la AFA, hasta que en 1961 alcanzó la afiliación directa.

## Historia
Su fundación data del 1° de abril del año 1936, bajo el nombre de Club Atlético River Plate. La crónica de su nacimiento cuenta que en la céntrica esquina de las calles 25 de mayo y Rivadavia de la ciudad de Luján, existía un pequeño terreno baldío. En el medio de ese terreno, se levantaba un inmenso árbol que, a pesar de impedir con su presencia la práctica de fútbol, ofrecía con su sombra el lugar ideal para ser punto de reunión de la muchachada de aquel entonces. Fue justo bajo ese árbol donde jóvenes entusiastas soñaron con fundar un club y así lo hicieron, siendo el primer presidente de la institución Don Enrique platon.
Durante sus primeras décadas de vida el club fue uno de los animadores de la Liga Lujanense de Fútbol. En 1947, año posterior a la obtención del campeonato de primera de liga, el club cambió denominación a la actual, ya que al pedir la Personería Jurídica se le exigió que el nombre estuviera castellanizado. Así adoptó el nuevo nombre Club Luján.
Tras varios años de infructuosas gestiones, recién en 1961 el Club Luján logró su afiliación a la institución más importante del fútbol nacional: la Asociación del Fútbol Argentino. Así, pasó a militar en el torneo de la Primera de Aficionados, la última de sus categorías, haciendo siempre las veces de local en el campo municipal de deportes ante la falta de un estadio propio.
El 1° de febrero de 1964 y tras vencer 5 a 1 a Estudiantes de Buenos Aires en cancha de All Boys, el Club Luján logró el primer título de su historia, coronándose campeón del torneo ´63 de “Aficionados”. Tras permanecer hasta 1967 inclusive en la Primera “C”, el equipo de camiseta blanca y banda roja volvió a la última categoría del fútbol argentino, logrando en 1973 un nuevo título y ascenso a la “C”, que por aquel entonces era la tercera división del fútbol nacional. En este logro fue entrenador Miguel Ángel Loricchio, quien en el título de 1963 había sido arquero del elenco de la Basílica. Es el único caso en nuestra historia de un hombre que logró ascender como futbolista y luego como director técnico de la institución.
Cabe destacar que a fines de la década del ´60 comenzó a colaborar con el primer equipo, en condición de utilero, el recordado Horacio “Mudo” Ferrari, quien durante nada más y nada menos que los siguientes 50 años, desempeñó dicha tarea por amor a los colores rojo y blanco, en un caso de verdadera y desinteresada pasión pocas veces visto en el fútbol argentino y mundial.
Tras el descenso a la Primera “D” en 1982, el Club Lujan logró un nuevo ascenso a la “C” a mediados de 1986, aprovechando una reestructuración de los campeonatos dispuesta en aquel entonces por la AFA. Y tras algunas buenas campañas en la nueva divisional, el 15 de junio de 1991 llegó su hora más gloriosa: el ascenso a la Primera “B”, tras vencer en los dos partidos del repechaje a Berazategui, conjunto de la categoría superior.
Pero el paso por la que ahora era la tercera divisional del fútbol nacional fue bastante breve y tras un par de años con malas campañas, en 1993 llegó el descenso a la Primera “C”, categoría en la que el “Lujanero” se mantiene desde entonces. En aquel año además, por problemas económicos fue vendida la vieja sede de la avenida Humberto, aunque con el dinero de la venta y con visión de futuro, fue adquirido el predio que hoy utiliza nuestra institución.
En la parte deportiva, cabe destacar que en el año 2009 se retiró de la práctica activa Javier Brayotta, máximo goleador histórico de nuestra institución, con 123 tantos conquistados; y en el 2019 hizo lo propio Martín Pérez Bianchi, quien con 331 presencias, es el futbolista que más partidos oficiales disputó en la historia del Club Luján.
En los últimos años, el Club Luján creció sostenidamente con diversas obras en el predio deportivo. Por ejemplo, el 9 de marzo de 2019 se inauguró la primera tribuna en nuestro predio. Y la frutilla del postre llegó el 3 de septiembre de 2022, cuando tras muchas décadas de sueños y esfuerzos, se inauguró oficialmente el estadio propio, denominado 1° de Abril en homenaje a la fecha de nuestra fundación. Así, tras más de 80 años de jugar oficialmente en el campo municipal de deportes, se materializó el objetivo de jugar en la casa propia
El Club Luján es una institución social y deportiva, respetuosa de su historia y de los valores inculcados desde su fundación, Pasión, Honestidad y Transparencia en todo lo que hacemos. Confianza, Dedicación, y Esfuerzo en el trabajo, como única forma para la consecución del éxito. Si bien se reconoce al fútbol como su actividad principal, en años recientes se han ido incorporando diversas disciplinas deportivas, con una identidad cultural y deportiva definida, con liderazgo en la formación de juveniles y protagonismo en cada competencia que participe. Pregonamos el respeto por las normas, por las instituciones y por la vida democrática, como así también, en lo deportivo, el respeto al rival tanto en la victoria como en la derrota.
Además de la actividad del fútbol profesional masculino, y de las múltiples categorías formativas (de juveniles e infantiles), la institución cuenta con Fútbol Femenino -que se encuentra compitiendo en la Primera División “C” de la AFA, Hockey, Vóley y Patín artístico. Asimismo, el Club Luján cuenta con el predio deportivo, un espacio donde los vecinos puedan encontrarse y expresarse, un lugar de aprendizaje de valores y de amistad en su vínculo de puertas abiertas con todos los vecinos de nuestra ciudad.

## Uniforme
|  | 1936-1994, 1995-1998, 2020-presente | 1994-1995 | 1998-2001, 2005-2013, 2014-2017, 2018-2020 | 2001-2002 | 2002-2003 | 2003-2004 | 2004-2005 | 2014, 2017-2018 |

### Indumentaria y patrocinador
| Período       | Proveedor         |
| ------------- | ----------------- |
| 1980-1984     | Texport           |
| 1985-1987     | Fulvence          |
| 1987-1989     | Adidas            |
| 1989-1991     | Helueni Sport     |
| 1991-1992     | Topper            |
| 1992-1994     | Olan              |
| 1994-1995     | Reusch            |
| 1995-1998     | Sportlandia       |
| 1998-2001     | Sport 2000        |
| 2001-2002     | Mebal             |
| 2002-2003     | Don Balón         |
| 2003-2008     | Reusch            |
| 2008-2010     | Ohcan             |
| 2010-2011     | Erreà             |
| 2011-2013     | Sport 2000        |
| 2013-2014     | Paso a Paso Sport |
| 2014-2022     | Vi Sports         |
| 2023-Presente | Jema              |

| Período       | Patrocinador                                                                                                |
| ------------- | --- |
| 1985-1987     | Vandenfil                                                                                                   |
| 1987-1989     | La Flor de Luján                                                                                            |
| 1989-1990     | Merca |
| 1990-1991     | Anariero |
| 1991-1992     | Vandenfil                                                                                                   |
| 1992-1993     | Confitería El Águila                                                                                        |
| 1993-1994     | Los Mellizos                                                                                                |
| 1994-1995     | Esco |
| 1995-1996     | Monviso |
| 1996-1998     | VCC |
| 1998-1999     | Güemes Salud                                                                                                |
| 1999-2000     | Frigor |
| 2000-2004     | Bingo Luján                                                                                                 |
| 2004-2009     | Transportes Braiotta                                                                                        |
| 2009-2013     | Bingo Luján                                                                                                 |
| 2013-2014     | Bingo Luján/Vía Trento/Lombardi                                                                             |
| 2014-2020     | Bingo Luján/Transportes Braiotta/Luxcar                                                                     |
| 2020-2021     | Bingo Luján/Transportes Braiotta                                                                            |
| 2021-Presente | Grupo Dinal/Ingredientes Integrales/Sportsbet/Transportes Braiotta/Frutas Lujan/Luján/Agustin Creditos/CH4/ |

## Clásicos

### Club Social y Deportivo Flandria
El clásico tiene 34 partidos oficiales, de los cuales Flandria ganó 14 (con 49 goles a favor), Luján 10 (con 44 goles) y 10 fueron empates. 
Durante el torneo 1989-90 el Lujanero ganó un partido inolvidable, fue 5 a 0. Por ese partido Luján le quitó la posibilidad al Canario de entrar al octogonal por el segundo ascenso. 

### Club Deportivo y Mutual Leandro N. Alem
Con este equipo hubo un antecedente en el que el Club Lujan debía jugar el día viernes 18 de mayo de 2012 en el Municipal por la última fecha del torneo de Primera división C en el que se definía el descenso y promoción del mismo. Alem estaba en descenso directo 3 puntos abajo de Sacachispas y 4 debajo de Luján.
El lunes 14 de mayo de 2012 le llegó al presidente del Club un comunicado del Comité Provincial de Seguridad Deportiva (CoProSeDe) diciendo que el clásico debía jugarse en otro estadio a puertas cerradas. Fernando Araujo, dirigente de Alem y presidente de la mesa divisional de Primera C, decidió que el partido se juegue en la cancha de J.J. Urquiza donde Alem venía haciendo de local por la suspensión de su estadio. Un día después (martes 15) hubo marcha atrás y se decidió que Luján juegue en su estadio con su gente y la fecha se trasladó para el martes 22 del mes corriente. El viernes 18 llegó otro comunicado diciendo que el ministro de seguridad de la provincia Ricardo Casal y el jefe Distrital Marcelo Oberti no daban las garantías para jugar en el municipal donde se pasaría nuevamente a disputarse el partido en la cancha de J.J. Urquiza y a pasarse la fecha al jueves 24. 48 horas antes del partido se confirmó nuevamente que el partido se jugaría en el estadio Municipal con público local, el Club Luján tenía el apoyo de la mayoría de los equipos del ascenso, ese mismo día el intendente de la ciudad de General Rodríguez del mismo color político que Casal se reunió con el Comité Provincial de Seguridad Deportiva (CoProSeDe) y decidieron que el encuentro se juegue sin público en la cancha de Estudiantes de Caseros. A un día del partido no estaba decidido el estadio donde se jugaría el partido, de la cancha de Estudiantes se pasó a la de Platense y luego a la de Morón, finalmente el partido se terminó jugando en la cancha de Temperley. El encuentro finalizó 0-0, el elenco de General Rodríguez descendió a primera D.

## Estadio
En los últimos años, el Club Luján creció sostenidamente con diversas obras en el predio deportivo, el 9 de marzo de 2019 se inauguró la primera tribuna en el predio. El 3 de septiembre de 2022, tras décadas de sueños y esfuerzos, se inauguró oficialmente el estadio propio, denominado 1° de Abril en homenaje a la fecha de fundación del club. Así, tras 80 años de jugar oficialmente en el campo municipal de deportes, Luján pudo contar con estadio propio.  
Desde su fundación en 1936 hasta 2022 hizo como local en el municipal de Luján. El mismo estaba ubicado en la intersección de las calles Francia y Carlos Pellegrini, tiene capacidad para 2000 espectadores y era propiedad del Municipio.

## Presidentes
Con más de 86 años de vida, 28 fueron los presidentes que pasaron por la institución. Ricardo Platón fue el primer presidente y con 13 años fue quien tuvo el cargo durante mayor tiempo.
| Presidente           | Años de mandato |
| -------------------- | --------------- |
| Ricardo Platón       | 1936-1949       |
| Domingo Iturriaga    | 1949-1954       |
| Atilio Ferrari       | 1954-1958       |
| Juan Pescio          | 1958-1960       |
| Juan Buela           | 1960-1964       |
| Roberto Ferroni      | 1964-1966       |
| Aurelio Luchetti     | 1966-1971       |
| Juan Politti         | 1971-1973       |
| Reinaldo Aroza       | 1973-1975       |
| José Chocrón         | 1975-1977       |
| Enrique Perna        | 1977-1979       |
| Julio Rodoy          | 1979-1981       |
| Norberto Malaisi     | 1981-1985       |
| Domingo Melo         | 1985-1989       |
| Ricardo Tardío       | 1989-1991       |
| Néstor González      | 1991-1993       |
| Enrique Carriquiry   | 1993-1995       |
| Pablo Girotto        | 1995-1997       |
| Rogelio Garavano     | 1997-1998       |
| Elmo Peretto         | 1998-1999       |
| Néstor González      | 1999-2001       |
| Gabriel Miranda      | 2001-2007       |
| Fernando Marcigliano | 2007-2008       |
| Fernando Luchetta    | 2008-2013       |
| Eduardo Rilo         | 2013-2016       |
| Mariano Peretto      | 2016-2019       |
| Maximiliano Goñi     | 2019-2022       |
| Federico Vanin       | 2022-Actualidad |

## Datos del club
- Temporadas en Primera División: 0
- Temporadas en Primera B Nacional: 0
- Temporadas en Primera B: 2 (1991/92-1992/93)
- Temporadas en Primera C: 51 (1964-1967, 1974-1982, 1986/87-1990/91 y 1993/94-)
- Temporadas en Primera D: 12 (1961-1963, 1968-1969, 1971-1973 y 1983-1986)
- Temporadas desafiliado: 1 (1970)
- Participaciones en Copa Argentina: 5 (2011/12 - 2012/13 - 2013/14 - 2014/2015 y 2018).

##### Total
- Temporadas en Tercera división: 15
- Temporadas en Cuarta división: 50

### Goleadas

#### A favor
- En Primera B: 3-1 a El Porvenir en 1992
- En Primera C: 7-1 a Deportivo Riestra en 1981 y en 1991 7-1 a Claypole

- En Primera D: 12-1 a Sportivo Palermo en 1973

#### En contra
- En Primera B: 1-7 vs Defensores de Belgrano en 1993
- En Primera C: 0-10 vs Almagro en 1982
- En Primera D: 2-8 vs Defensores Unidos en 1968
- En Primera C: 0-9 vs Argentino de Merlo en 2002

## Palmarés

### Torneos nacionales
| Título    | Año  |
| --------- | ---- |
| Primera D | 1963 |
| Primera D | 1973 |

### Ascensos
| De        | A         | Año  |
| --------- | --------- | ---- |
| Primera D | Primera C | 1963 |
| Primera D | Primera C | 1973 |
| Primera D | Primera C | 1986 |
| Primera C | Primera B | 1991 |

### Liga Lujanense de fútbol
| Campeón              | Año  |
| -------------------- | ---- |
| Segunda de ascenso   | 1936 |
| Relámpago Intermedia | 1938 |
| Segunda de ascenso   | 1941 |
| Torneo de Primera    | 1942 |
| Torneo de Primera    | 1946 |